# Ealdorman
Un ealdorman (del inglés antiguo ealdorman, lit. «hombre viejo»; plural: «ealdormen») es el término usado para un funcionario real de alto rango y magistrado principal de un shire o grupo de shires anglosajón desde el siglo IX hasta el tiempo del Rey Canuto. El término ealdorman fue traducido al latín como dux en los primeros diplomas de los Sajones occidentales, y como præfectus (que es también el equivalente de gerefa, moderno reeve, de donde deriva la palabra sheriff o shire reeve). En la Vida de Rey Alfred, escrita por el obispo galés Asser, se traduce como comes. Como principal magistrado de un shire o grupo de shires (condado) en la Inglaterra anglosajona, mandaba el ejército de los distritos bajo su control, en nombre del rey.

## Nombramiento
Eran designados por el rey y originalmente provenían en su mayoría de familias antiguas y poderosas, pero más tarde fueron escogidos de entre los comites (plural de Comes, lit. "compañero") del rey y muchos, especialmente a comienzos del periodo danés, eran nuevos en el oficio. Cuando los reinos más pequeños, como Sussex y Essex, fueron absorbidos por uno mayor, por ejemplo, Wessex, la anterior familia gobernante parece haber sufrido una disminución de su título de "Rey" o "Virrey" a Eorldorman. Presumiblemente, este cargo habría sido inicialmente hereditario, pero en la última fase de la época anglosajona este cargo no era hereditario o lo era sólo de forma excepcional. Hay varios ejemplos de ealdormen del siglo X, cuyos hijos se convirtieron en ealdormen (aunque no siempre del mismo distrito), tales como Æthelstan Medio Rey y Æthelweard el Cronista.

## Condes
Hacia el final del siglo X, el término ealdorman desapareció gradualmente, siendo sustituido por eorl, probablemente bajo la influencia de la palabra danesa jarl, que evolucionó a earl en inglés moderno. El término es análogo en ocasiones al término francés conde, derivado del latín comes. Se puede pensar en los ealdormen como los primeros condes ingleses, ya que sus territorios, ealdormanries (singular ealdormanry, con el mismo significado que condado) evolucionarían hasta convertirse en los grandes ducados de la Inglaterra anglonormanda y anglodanesa.

## Aldermen
Aunque podemos considerar a los condes como sucesores de los ealdormen, la propia palabra ealdorman no desaparece y sobrevive, habiendo llegado hasta nuestros días como alderman. Este término, sin embargo, desarrolló un significado claramente diferente que poco tiene que ver con los ealdormen, que gobernaron shires o áreas más grandes, en tanto que los aldermen son los miembros de una asamblea municipal o ayuntamiento.

## Leer más
- Banton, N., "Ealdormen y Condes en Inglaterra desde el Reinado de Alfred para el Reinado del Rey Æthelred II", D. Phil. tesis de la Universidad de Oxford, 1981
- Loyn, Henry R. "El término ealdorman en las traducciones preparadas en el tiempo del Rey Alfred." English Historical Review 68 (1953): 513-25.
- Stenton, Sir Frank M. Anglo-Sajón de Inglaterra; 3ª ed. Londres: Oxford University Press, 1971.
- Williams, Ann. Realeza y de Gobierno en la Pre-Conquista de Inglaterra, c.500-1066. Basingstoke: Macmillan, 1999 ISBN 0-333-56797-8

- Datos: Q1114438